# Oxypoda mansueta
Oxypoda mansueta är en skalbaggsart som beskrevs av Thomas Casey 1911. Oxypoda mansueta ingår i släktet Oxypoda och familjen kortvingar. Inga underarter finns listade i Catalogue of Life.